# Cserhát-nívódíj
A  Cserhát Nívódíjat 1994-ben alapította a Cserhát Művész Kör. Készítette: Pató Ibolya Piliscsabai kerámikus. Eredetileg egy kerámiában ecset, toll, és Cserhát József dombormű volt belevésve. Eddig 34 tag kapta meg. Végül nem maradt dombormű és egy oklevél igazolja létét. A Kör közgyűlése úgy határozott, hogy oklevélben kapják meg az arra érdemesülők, az évenkénti irodalmi, képzőművészeti pályázatokon.
- A díj odaítélését általában bizottság bírálja el. Eddig Dr. Losonci Miklós esztéta, történész, Dr. Kesztyűs Ferenc műtörténész, festőművész, Bornemisza Attila, Bartis Ferenc író, Rőthler István író, Dr. Hegedűs István építőmérnök, Ihász-Kovács Éva költő, Petneházy Kiss Bence író, műfordító bírálta el.

A díj a kör hivatalos (közgyűlés által elfogadott) kitüntetése. Bár a név közkincsként másolható, de Cserhát nívódíjként csak a kör adhatja ki. Létezik első, második és harmadik fokozata. A Cserhát Művész Kör budapesti, putnoki, debreceni és székesfehérvári tagozata jogosult kiadni.
Ma, a díjakhoz az emlékérmeket Kolozs József Sándor keramikusművész alkotása képezi.
Eddigi díjazottak névsora:
- Annabelle Felicité (Budapest)
- Balázsi Judit (Budapest)
- Baráti Molnár Lóránt (Győr)
- Bornemisza Attila (Budapest)
- Bródi Ilona (Tatabánya)
- Csepregi Piroska (Jobbágyi)
- F. Horváth Ibolya (Pécs)
- Dr. Gujás Márta (Szentendre)
- Gyenes Klára (Felsőzsolca)
- Dr. Györgypál Katalin (Budapest)
- Herczeg László költő (Pécs)
- Ihász-Kovács Éva
- Keres Emil színművész (Budapest)
- Koncz Eta (Budapest)
- Kovács Lajos (Jobbágyi)
- Kovács Imre (Ősi)
- Dr. Loconczi Miklós (Szentendre)
- Lovag Erdős Anna (Mosonmagyaróvár)
- Lukács Sándor színművész (Budapest)
- Mukli Ágnes (Abda)
- Ősi Lovag Kovács Imre (Ősi)
- Pagonyi Szabó János (Nyírpazony)
- Paudits Zoltán
- Petneházy Kiss Bence (Budapest)
- Rőthler István +
- Simon M. Veronika (Székesfehérvár)
- Srankó Istvánné  Kacsó Róza{Budajenő}
- Szabó Zoltán (Pásztó)
- Szalay Zsuzsánna
- Tamás István (Putnok)
- Tokaji Márton (Debrecen)
- Wimmer Mária (Győr)
- Zsiga Lajos (Pásztó)
- Kun István ( Nagytarcsa )